# Marta García (Leichtathletin, 1998)
Marta García Alonso (* 1. Januar 1998 in León) ist eine spanische Leichtathletin, die im Mittel- und Langstreckenlauf an den Start geht. Sie ist aktuell Inhaberin des Landesrekordes über 5000 Meter und gewann über diese Distanz 2024 die Bronzemedaille bei den Europameisterschaften in Rom.

## Sportliche Laufbahn
Erste internationale Erfahrungen sammelte Marta García bei den Crosslauf-Weltmeisterschaften 2017 in Kampala, bei denen sie nach 22:16 min auf dem 54. Platz in der U20-Altersklasse einlief. Anschließend belegte sie bei den U20-Europameisterschaften in Grosseto in 17:13,43 min den vierten Platz im 5000-Meter-Lauf und erreichte über 3000 Meter in 9:37,83 min Rang sieben. Im Jahr darauf gewann sie bei den U23-Mittelmeermeisterschaften in Tarragona in 16:31,39 min die Silbermedaille hinter der Französin Mathilde Sénéchal. 2019 gewann sie bei den U23-Mittelmeer-Hallenmeisterschaften in Miramas in 4:23,81 min die Bronzemedaille im 1500-Meter-Lauf hinter ihrer Landsfrau Celia Antón und Alexa Lemitre aus Frankreich. Mitt Juli schied sie dann bei den U23-Europameisterschaften im schwedischen Gävle über 1500 Meter mit 4:33,43 min in der ersten Runde aus. 2021 startete sie bei den Halleneuropameisterschaften in Toruń im 3000-Meter-Lauf und schied dort mit 9:02,00 min in der Vorrunde aus. Im Dezember belegte sie bei den Crosslauf-Europameisterschaften in Dublin in 18:13 min den fünften Platz in der Mixed-Staffel. 2022 gelangte sie bei den Europameisterschaften in München mit 15:23,36 min auf Rang zwölf über 5000 Meter und im Dezember wurde sie bei den Crosslauf-Europameisterschaften in Turin nach 29:05 min auf Rang 41 im Einzelrennen.
2023 gelangte sie bei den Halleneuropameisterschaften in Istanbul mit 8:54,92 min auf Rang zehn über 3000 Meter. Im Dezember wurde sie bei den Crosslauf-Europameisterschaften in Brüssel nach 37:08 min 36. im Einzelrennen. Im Jahr darauf gelangte sie bei den Hallenweltmeisterschaften in Glasgow mit 8:40,34 min auf den zehnten Platz über 3000 Meter. Im Juni stellte sie bei den Europameisterschaften in Rom als Dritte mit 14:44,04 min einen neuen Landesrekord über die 5000 Meter auf und sicherte sich damit die Bronzemedaille hinter der Italienerin Nadia Battocletti und Karoline Bjerkeli Grøvdal aus Norwegen. Anschließend verpasste sie bei den Olympischen Spielen in Paris mit 15:08,87 min den Finaleinzug. 2025 belegte sie bei den Halleneuropameisterschaften in Apeldoorn in 8:53,67 min den vierten Platz über 3000 Meter und kurz darauf gelangte sie bei den Hallenweltmeisterschaften in Nanjing mit 8:40,80 min auf Rang sieben.
In den Jahren von 2022 bis 2024 wurde García spanische Meisterin im 5000-Meter-Lauf und 2021 und 2024 wurde sie Hallenmeisterin im 3000-Meter-Lauf.

## Persönliche Bestzeiten
- 1500 Meter: 4:05,61 min, 10. September 2023 in Zagreb
  - 1500 Meter (Halle): 4:08,78 min, 15. Februar 2025 in Lyon
- Meile: 4:29,22 min, 11. September 2022 in Zagreb
- 2000 Meter: 5:32,86 min, 12. Juli 2024 in Monaco (spanischer Rekord)
  - 2000 Meter (Halle): 5:48,08 min, 25. Januar 2025 in Antequera
- 3000 Meter: 8:29,32 min, 30. Mai 2024 in Oslo
  - 3000 Meter (Halle): 8:38,34 min, 4. Februar 2024 in Boston (spanischer Rekord)
- 5000 Meter: 14:44,04 min, 7. Juni 2024 in Rom (spanischer Rekord)
  - 5000 Meter (Halle): 14:46,37 min, 27. Januar 2024 in Boston (spanischer Rekord)